# 藤岡警察署
藤岡警察署（ふじおかけいさつしょ）は、群馬県警察が管轄する警察署の一つである。

## 所在地
- 群馬県藤岡市藤岡1683番地1

## 管轄区域
- 群馬県藤岡市、神流町、上野村

## 組織
- 警務課 - 警務係、警察安全相談係、犯罪被害者支援係
- 会計課 - 会計係
- 生活安全課 - 生活安全係
- 地域課 - 地域係
- 刑事課 - 総務係、刑事係、鑑識係
- 交通課 - 交通係
- 警備課 - 警備係

## 交番

### 藤岡市
- 藤岡交番（藤岡市藤岡394-1）
- 小野交番（藤岡市中921-1）

## 駐在所

### 藤岡市
- 美九里駐在所（藤岡市三本木799番地1）
- 緑埜駐在所（藤岡市緑埜737-8）
- 下日野駐在所（藤岡市下日野243-18）
- 鬼石町駐在所（藤岡市鬼石1119-43）

### 神流町
- 神流町駐在所（多野郡神流町大字万場28-2）
- 中里駐在所（多野郡神流町大字神ケ原353の5）

### 上野村
- 上野駐在所（多野郡上野村大字勝山94）